# 陕西卫矛
陕西卫矛（学名：Euonymus schensianus）为卫矛科卫矛属的植物，为中国的特有植物。分布于中国大陆的湖北、甘肃、贵州、四川、陕西等地，生长于海拔600米至1,000米的地区，常生长在沟边丛林中，目前尚未由人工引种栽培。

## 异名
- Euonymus elegantissimus Loesen. et Rehd.
- Euonymus kweichowensis C. H. Wang